# Trinitrotoluene
Il trinitrotoluene è un nitroderivato aromatico ottenuto per nitrazione del toluene.
Come la maggior parte dei composti chimici nitrati, è fortemente esplosivo e viene impiegato nella preparazione di miscele esplosive come ad esempio l'amatolo in miscela con il nitrato d'ammonio.

## Storia
Il TNT fu preparato la prima volta nel 1863 dal chimico tedesco Julius Wilbrand e utilizzato come colorante giallo. Il suo potenziale uso come esplosivo passò inosservato per trenta anni, principalmente perché più difficile da far detonare rispetto ad altri esplosivi noti. Le proprietà esplosive furono scoperte nel 1891 da un altro chimico tedesco, Carl Häussermann.
Tra i suoi decisivi vantaggi vi era però la sua stabilità, che permetteva addirittura di portarlo a fusione tramite acqua calda o vapore permettendo così di riempire proiettili o modellarlo. È talmente stabile da essere stato depennato nel 1910 dalla lista delle sostanze esplosive elencate nel British 1875 Explosives Act.
Le forze armate tedesche lo adottarono come riempitivo dei loro proiettili d'artiglieria nel 1902 e lo stesso fecero i britannici a partire dal 1907 adottandolo come sostituto della liddite. Il vantaggio dei proiettili al TNT era che questi esplodevano dopo aver sfondato la corazza delle navi avversarie anziché al primo contatto con esse, come facevano quelli alla liddite.
Con la crescente domanda trainata dalla guerra, il TNT venne spesso addizionato in proporzioni variabili tra il 40% e l'80% con il nitrato d'ammonio a dare un esplosivo chiamato amatolo (o amatol). Potente quasi quanto il TNT stesso con però lo svantaggio di essere igroscopico.

## Caratteristiche
A temperatura ambiente si presenta come un solido cristallino color giallo pallido, insolubile in acqua, abbastanza solubile nei più comuni solventi organici (etere dietilico, acetone e benzene). In forma pura è molto stabile; contrariamente alla nitroglicerina è pressoché insensibile agli urti ed alle sollecitazioni. Se esposto ad una fiamma libera non esplode, ma brucia con una fiamma gialla e fumosa. Per farlo esplodere è necessario innescarlo con un detonatore. Il TNT è poco igroscopico e non reagisce con i metalli; può quindi essere conservato per molti anni.
L'energia liberata dall'esplosione del TNT è diventata, per tradizione, il termine di paragone della potenza esplosiva degli ordigni nucleari, l'unità di misura è il chilotone (1000 tonnellate di TNT) tipicamente applicata alle bombe a fissione, o il megatone (1000 chilotoni) per le bombe a fusione. La sua entalpia di combustione è pari a circa 4,184×106 J/kg, il chilotone rappresenta quindi 4,184 terajoule.
Ha una velocità di detonazione di circa 7800 m/s.

## Potenziali pericoli per la salute umana
Il TNT è molto tossico. Può essere assorbito nell'organismo attraverso la pelle, su cui causa irritazione e macchie gialle. Durante la prima guerra mondiale le operaie delle fabbriche inglesi di munizioni esposte al TNT videro la loro pelle colorarsi progressivamente di giallo intenso e ciò valse loro il soprannome di canary girls (canarine). Un'indagine governativa del 1946 sulle lavoratrici del Woolwich Arsenal di Londra dimostrò che il 37% di loro accusava disturbi che andavano dalla perdita di appetito alla nausea, il 25% soffriva di dermatite ed il 34% disfunzioni del ciclo mestruale. Circa 100 di esse morirono prima che venissero adottate precauzioni quali l'uso di respiratori e unguenti protettivi.
Le persone esposte al TNT per un periodo lungo tendono ad ammalarsi di anemia e ad avere le funzioni del fegato alterate in modo anormale ed un annerimento dell'urina. Gli effetti a carico del sangue e del fegato, l'ingrossamento della milza e danni al sistema immunitario sono stati osservati su animali esposti al TNT per ingestione o respirazione.

Il TNT danneggia la fertilità maschile ed è un sospetto cancerogeno.

## Nella cultura di massa
Il TNT è comune nei cartoni animati, nei film e nei videogiochi. Nel videogioco Minecraft il blocco esplosivo riporta su un lato la scritta TNT; nella serie di videogiochi Crash Bandicoot, le casse di TNT rappresentano un importante elemento nello svolgimento del gioco; nel videogioco della Rovio Angry Birds vi è un elemento esplosivo rappresentato come una scatola di legno con la visibile scritta "TNT" in rosso. Nel cartone animato Wile E. Coyote il personaggio utilizza spesso bombe con scritto "TNT" per tentare di catturare Beep Beep, anche se tecnicamente non potrebbe trattarsi di tritolo in quanto gli esplosivi che appaiono nel cartone hanno una miccia che brucia lentamente, tipica della dinamite. Anche Magnus e Bunker, disegnatori italiani, negli anni 70 crearono un gruppo di personaggi denominato gruppo TNT, agenti segreti protagonisti della serie di storie a fumetti Alan Ford.